# مقاطعة سانتا باربارا (كاليفورنيا)
مقاطعة سانتا باربارا (بالإنجليزية: Santa Barbara County)‏ هي إحدى مقاطعات ولاية كاليفورنيا في الولايات المتحدة الأمريكية.

## أعلام
- جورج بي داير
- بات كونواي
- جينيفر إل. هولم